# Denderende Steden

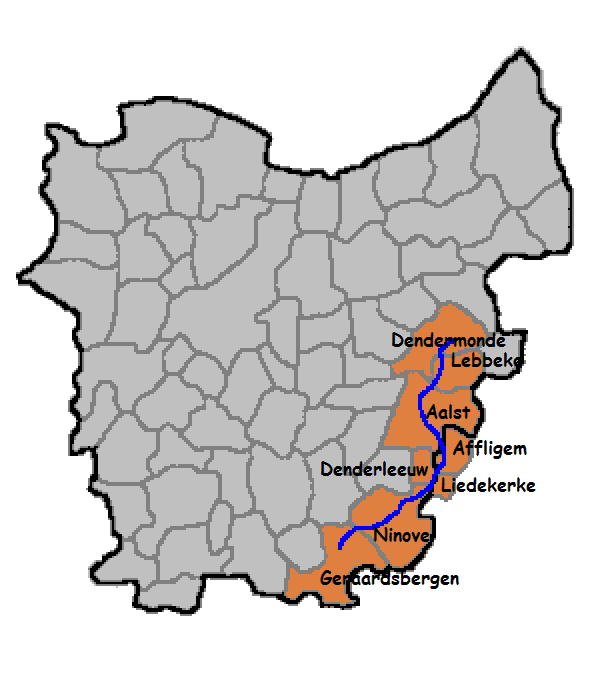
Niet-lusvormige route

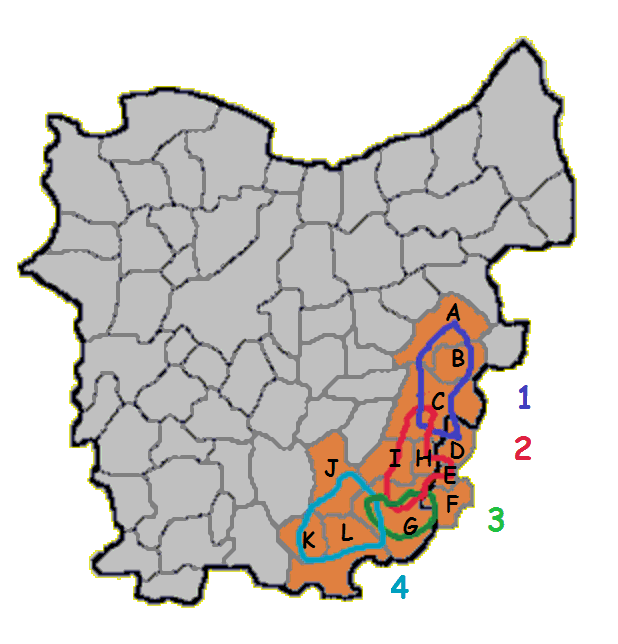
4 lusvormige routes, simulatie
1= lus 1 Dendermonde
2= lus 2 Aalst
A= Dendermonde
B= Lebbeke
C= Aalst
D= Affligem
E= Liedekerke
F= Roosdaal3= lus 3 Ninove
4= lus 4 Geraardsbergen
G= Ninove
H= Denderleeuw
I= Haaltert
J= Herzele
K= Lierde
L= Geraardsbergen

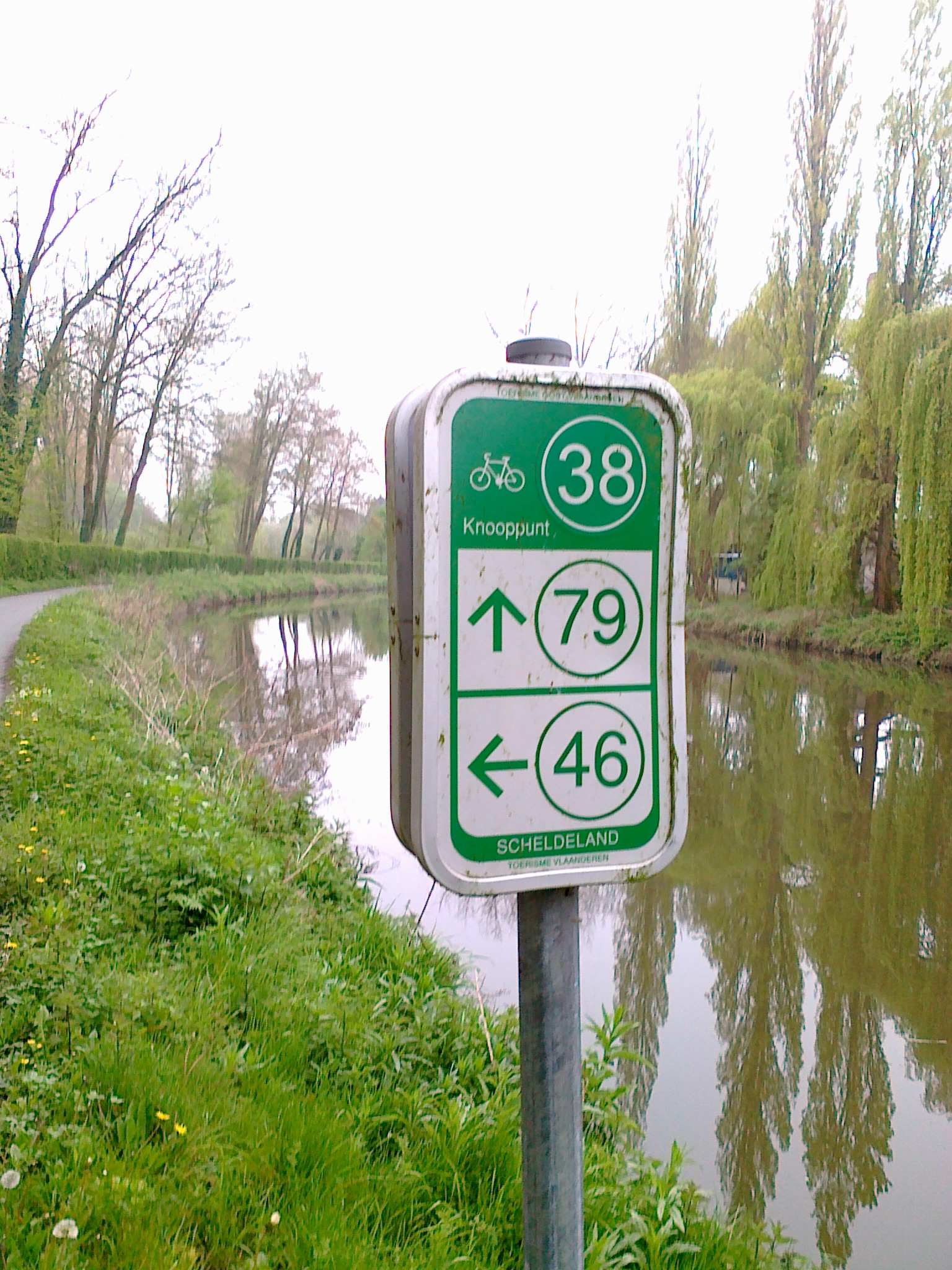
Knooppunt 38 op de grens van Aalst en Erembodegem waar lus 1 verderloopt over route 46 en lus 2 over route 79

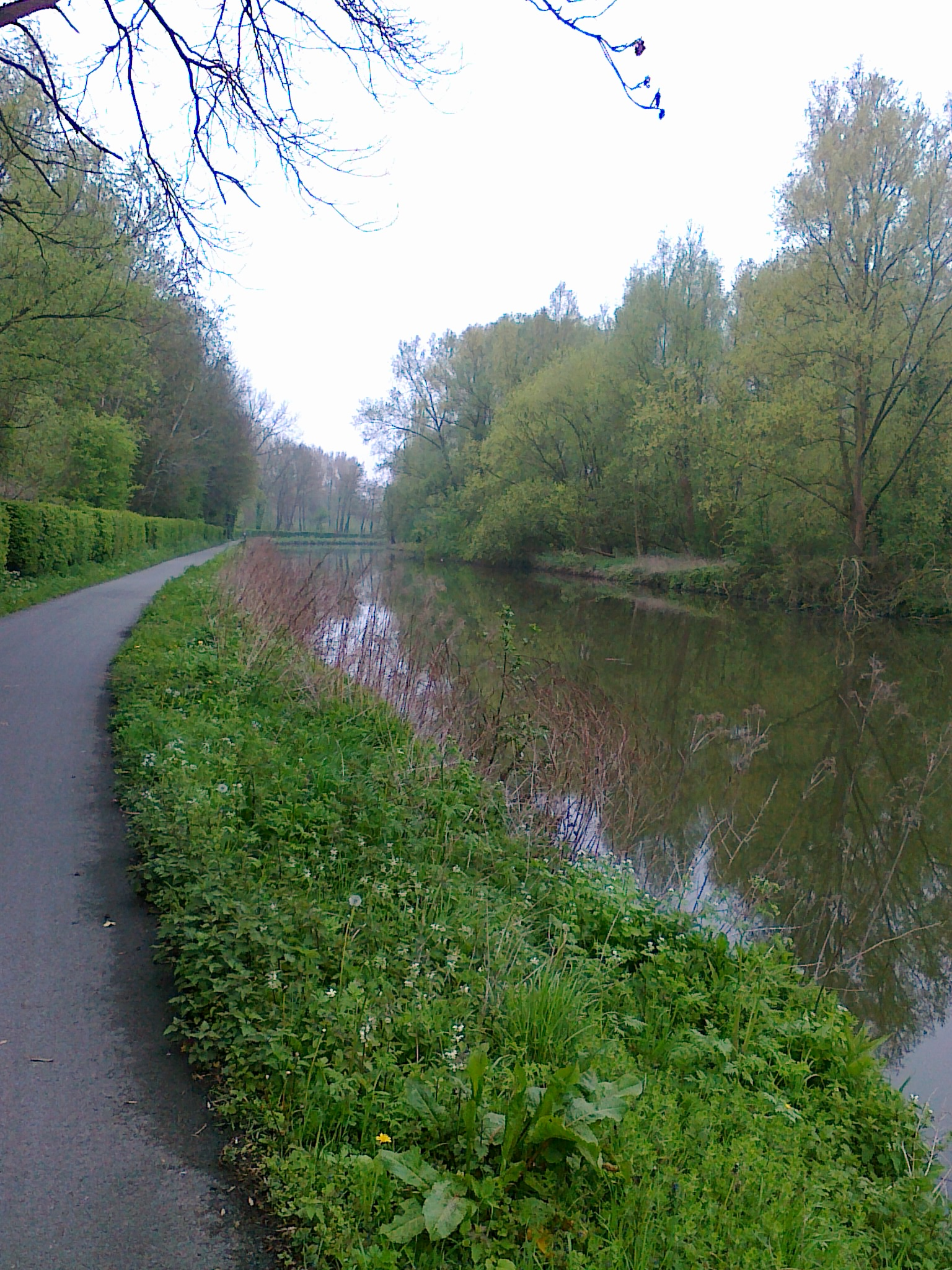
Pad langs de Dender in Aalst en Erembodegem op de fietsroute Denderende Steden

Denderende Steden of Denderende Stedentocht is een toeristische fietsroute in de Denderstreek in de Belgische provincie Oost-Vlaanderen. Denderende Steden is bewegwijzerd door Toerisme Oost-Vlaanderen (in samenwerking met Scheldeland, langs Schelde, Dender en Rupel). Toerisme Oost-Vlaanderen legde deze bewegwijzering aan om de eigenheid van de Denderstreek in de verf te zetten. De bestaande routes worden aangepast naar het populaire knooppuntennetwerk dat heel wat lussen in Vlaanderen met elkaar verbindt. De Denderende Stedentocht is een thematische fietstocht langs de Dender en haar steden, folklore en culinaire tradities op het fietsnetwerk Scheldeland en Vlaamse Ardennen. De frequentie van hoe vaak deze route gebruikt wordt is niet bekend.
De naam verwijst naar de 4 Dendersteden (Dendermonde, Aalst, Ninove en Geraardsbergen) waardoor deze route loopt. 
Er bestaan twee mogelijkheden om deze route af te leggen:
- de niet-lusvormige route van 48 km met vertrek in het station van Dendermonde met de fiets, verder door Aalst en Ninove en aankomst in het station van Geraardsbergen.
- de vier lusvormige routes afzonderlijk rond de steden Dendermonde (45 km), Aalst (39 km), Ninove (42 km) en Geraardsbergen (46 km). De lussen lopen langs elkaar dus het is ook mogelijk om twee lussen te combineren tot een langere fietstocht.

## Verloop en bezienswaardigheden
De niet-lusvormige route loopt in deze volgorde door de volgende deelgemeenten:
Dendermonde (start: station Dendermonde), Oudegem, Denderbelle, Mespelare, Herdersem, Hofstade, Aalst, Erembodegem, Welle, Teralfene, Denderleeuw, Liedekerke, Okegem, Ninove, Pollare, Zandbergen, Grimminge, Idegem, Schendelbeke en Geraardsbergen (einde: station Geraardsbergen)

### Lus 1
De lusvormige route (lus 1) rond Dendermonde loopt in deze volgorde door de volgende deelgemeenten:
Dendermonde (start: centrum Dendermonde), Sint-Gillis-bij-Dendermonde, Denderbelle, Wieze, Moorsel, Meldert, Affligem, Erembodegem, Aalst, Herdersem, Gijzegem, Mespelare, Denderbelle, Sint-Gillis-bij-Dendermonde en Dendermonde
Bezienswaardigheden langs de lus zijn:
- Sluizencomplexen in Dendermonde
- Stadhuis, belfort en gerechtshof in Dendermonde
- Vleeshuis in Dendermonde
- Oude Dender in Dendermonde
- Sint-Martinuskerk in Denderbelle
- Tongenslijpers van Patrick Heuninck in Denderbelle
- Kerk in Wieze
- Sint-Aldegondiskerk in Mespelare
- Sluizencomplexen in Denderbelle

### Lus 2
De lusvormige route (lus 2) rond Aalst loopt in deze volgorde door de volgende deelgemeenten:
Aalst (start: Osbroekpark Aalst), Denderleeuw, Teralfene, Liedekerke, Ninove, Outer, Haaltert, Nieuwerkerken en Aalst
Bezienswaardigheden langs de lus zijn:
- Osbroekpark in Aalst
- Neerhof in Teralfene
- Sint-Amanduskerk in Denderleeuw
- Kunstwerk: den dikken van Pamel in Liedekerke
- Standbeeld van de Wortelkrabbers in Ninove (hun bijnaam)
- Twijnster in Ninove
- Barokke Onze-Lieve-Vrouwkerk in Ninove
- Abdijpoort in Ninove
- Sint-Amanduskerk in Outer
- Sint-Antoniuskerk in Outer
- Kerk in Haaltert
- Standbeeld Jozef De Brouwer in Haaltert
- Onze-Lieve-Vrouw Tenhemelsopnemingkerk in Nieuwerkerken

### Lus 3
De lusvormige route (lus 3) rond Ninove loopt in deze volgorde door de volgende deelgemeenten:
Ninove (start: stadspark Ninove), Okegem, Roosdaal, Ninove, Lieferinge, Denderwindeke, Pollare, Appelterre-Eichem, Aspelare, Nederhasselt, Outer en Ninove
Bezienswaardigheden langs de lus zijn:
- Onze-Lieve-Vrouwkerk in Roosdaal
- Onze-Lieve-Vrouw-Hemelvaartkerk in Ninove
- Oude bunker in Ninove
- Grot in Ninove
- Woestijnkapel in Gooik
- Onze-Lieve-Vrouwkapel van Bevingen in Neigem
- Kerk in Lieferinge
- Molen ter zeven wegen in Denderwindeke
- De Sint-Kristoffelkerk in Pollare
- De Wildermolen in Appelterre-Eichem
- Sint-Gertrudiskerk in Appelterre-Eichem
- Sint-Amanduskerk in Aspelare
- Sint-Amanduskerk in Nederhasselt
- Sint-Amanduskerk in Outer

### Lus 4
De lusvormige route (lus 4) rond Geraardsbergen loopt in deze volgorde door de volgende deelgemeenten:
Geraardsbergen (start: Denderbrug centrum Geraardsbergen), Deftinge, Hemelveerdegem, Ophasselt, Steenhuize-Wijnhuize, Sint-Antelinks, Voorde, Appelterre-Eichem, Zandbergen, Grimminge, Moerbeke, Onkerzele en Geraardsbergen
Bezienswaardigheden langs de lus zijn:
- Sint-Bartholomeuskerk in Geraardsbergen
- Stadhuis in Geraardsbergen
- Gerenoveerd herenhuis met park in Deftinge
- Sint-Jans-de-Doperkerk in Hemelveerdegem
- Kunstwerk van een paard: Den dikken van Sesjans in Hemelveerdegem
- Onze-Lieve-Vrouwekerk in Steenhuize-Wijnhuize
- Sint-Gertrudiskerk in Appelterre-Eichem
- De Wildermolen in Appelterre-Eichem
- Standbeeld trekpaard Orange I in Grimminge
- Oud-gemeentehuis in Grimminge
- Bosberg in Grimminge

Sommige bezienswaardigheden komen in twee lussen voor omdat de lussen elkaar soms overlappen.

## Bron
- Fietsen langs denderende steden Een.be